# Bazilika svatého Michaela (Absam)
Bazilika svatého Michaela v Absamu v rakouské spolkové zemi Tyrolsko, také známá jako bazilika svaté Marie Absamské, je římskokatolický farní kostel a nejvýznamnější mariánské poutní místo v Tyrolsku. Papež Jan Pavel II. ji 24. června 2000 povýšil na baziliku minor. Z hlediska církevního práva patří do diecéze Innsbrucké. Bazilika je kulturní památkou v Absam.

## Historie
Kostel byl prokazatelně založen církví augsburského vyznání; mj. o tom svědčí patrocinium archanděla Michaela, který byl v augsburské diecézi obzvláště uctíván. Různé indicie, například staré pozemkové vlastnictví farnosti, naznačují, že kostel sv. Michael v Absam existoval již od 9. století. Nejstarší doložená písemná zmínka však pochází z roku 1331.
Původní kostel byl v roce 1413 vypálen Bavory a v letech 1420–1440 přestavěn na trojlodní pozdně gotický halový kostel. Ke středověkému vybavení patří malovaný oltář z roku 1470 a pozdně gotický kříž, Fiegerův kříž z roku 1492.
V 15. století byla farnost přenesena do Hall v Tyrolsku, kostel sv. Michaela se stal filiálním kostelem a byl následně zanedbáván. Také pastorační péče již nebyla prováděna komplexně. Po několika stížnostech obyvatel Absamu byl v roce 1653 konečně jmenován kaplan, který dal životu farnosti nový impuls. Zemětřesení v roce 1670 zasáhlo i kostel. Věž musela být obnovena. Jehlanová střecha byla přitom během 46 týdnů rekonstrukce nahrazena lucernou.
V 18. století byl kostel zbarokizován. Autorem fresek je Josef Anton Zoller (1779). V roce 1871 byla vyměněna střešní krytina; od té doby má lucerna měděnou střechu. Kruchta vznikla v roce 1898. Interiér kostela byl restaurován v letech 1976/77, zatímco exteriér v letech 1988/89.

## Varhany
Varhany postavil v roce 1776 varhanář Johann Anton Fuchs. V roce 1841 byly varhany rekonstruovány Josefem Aignerem. Pod vedením poradce Spolkového památkového úřadu, varhanáře Ing. Egona Krauße, nástroj poprvé restauroval v roce 1948 Johann Pirchner. V roce 2002 Christian Erler (Schlitters/Zillertal) provedl generální opravu varhan a stavitel varhan Vier je intonoval. Má 23 registrů se dvěma manuály a pedálem. Traktura je mechanická.
| I Hlavní stroj C–(Krátká oktáva)–f3 |            |        |
| 1.                                  | Principal  | 8′     |
| 2.                                  | Mixtur IV  | 1′     |
| 3.                                  | Cornet III | 1 1⁄2′ |
| 4.                                  | Superoctav | 2′     |
| 5.                                  | Quint      | 3′     |
| 6.                                  | Octav      | 4′     |
| 7.                                  | Flétna     | 4′     |
| 8.                                  | Copl       | 8′     |
| 9.                                  | Gamba      | 8′     |
| 10.                                 | Viola      | 8′     |

| II Positiv C,D,E,F,G,A–f3 |                 |        |
| 11.                       | Principal       | 4′     |
| 12.                       | Mixtur III      | 1′     |
| 13.                       | Quint           | 1 1⁄2′ |
| 14.                       | Superoctav      | 2′     |
| 15.                       | Flétna          | 4′     |
| 16.                       | Principal piano | 8′     |
| 17.                       | Copl            | 8′     |

| Pedal C,D,E,F,G,A–a0 |                 |     |
| 18.                  | Subbass gedeckt | 16′ |
| 19.                  | Subbass offen   | 16′ |
| 20.                  | Octavbass       | 8′  |
| 21.                  | Quintbass       | 6′  |
| 22.                  | Pombart         | 16′ |
| 23.                  | Posaun          | 8′  |

## Zvony
Čtyři staré oelové zvony z továrny Böhler byly v roce 1958 nahrazeny pěti novými ulitými ve zvonařské dílně Grassmayr v Innsbrucku. Svěšené zvony jsou vystavené před kostelem.

## Mariánské zjevení v roce 1797
Dne 17. ledna 1797 objevila dcera sedláka Rosina Puecherová na okenní tabulce obraz Panny Marie, který připomínal černou mědirytinu. Potvrdilo se, že obyvatel domu s tím nemá nic společného. Okenní křídlo bylo vyjmuto a odvezeno do Innsbrucku k prozkoumání. Skutečnost, že právě v této době velkého utrpení (mor a francouzské obléhání) se ve skle zjevil obraz Madony, byla vykládána jako boží znamení. Po počátečních námitkách církve a státu a různých kontrolách byl obraz 24. března 1797 přenesen do farního kostela.
Obraz byl původně umístěn na hlavním oltáři, později byl přemístěn pod nástěnnou malbou gotické Madony (boční oltář na epištolní straně). Od té doby sem přicházelo a stále přichází nespočet poutníků, aby u Panny Marie Absamské hledali útěchu a pomoc.
Nejvýznamnějšími poutními dny jsou 17. leden (den zjevení) a 24. červen (den druhého patrona kostela sv. Jana Křtitele). Kromě toho se 17. den každého měsíce připomíná zjevení Panny Marie. Četné votivní tabulky v kostele svědčí o vyslyšených modlitbách. Byl to první neklášterní kostel v Tyrolsku, který byl povýšen na baziliku. Důvodem povýšení byl význam mariánské pouti.

## Galerie

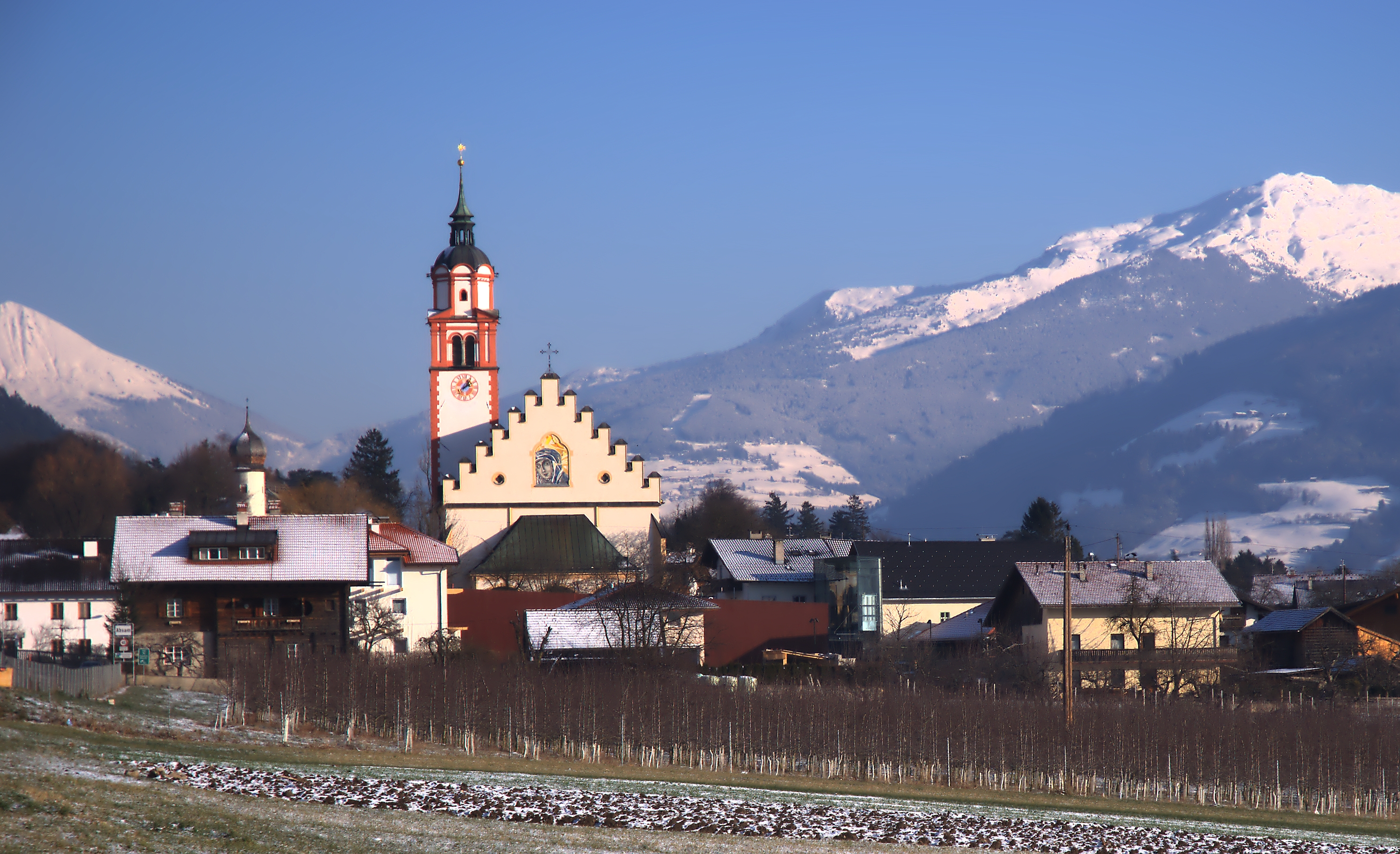
Pohled ze západu
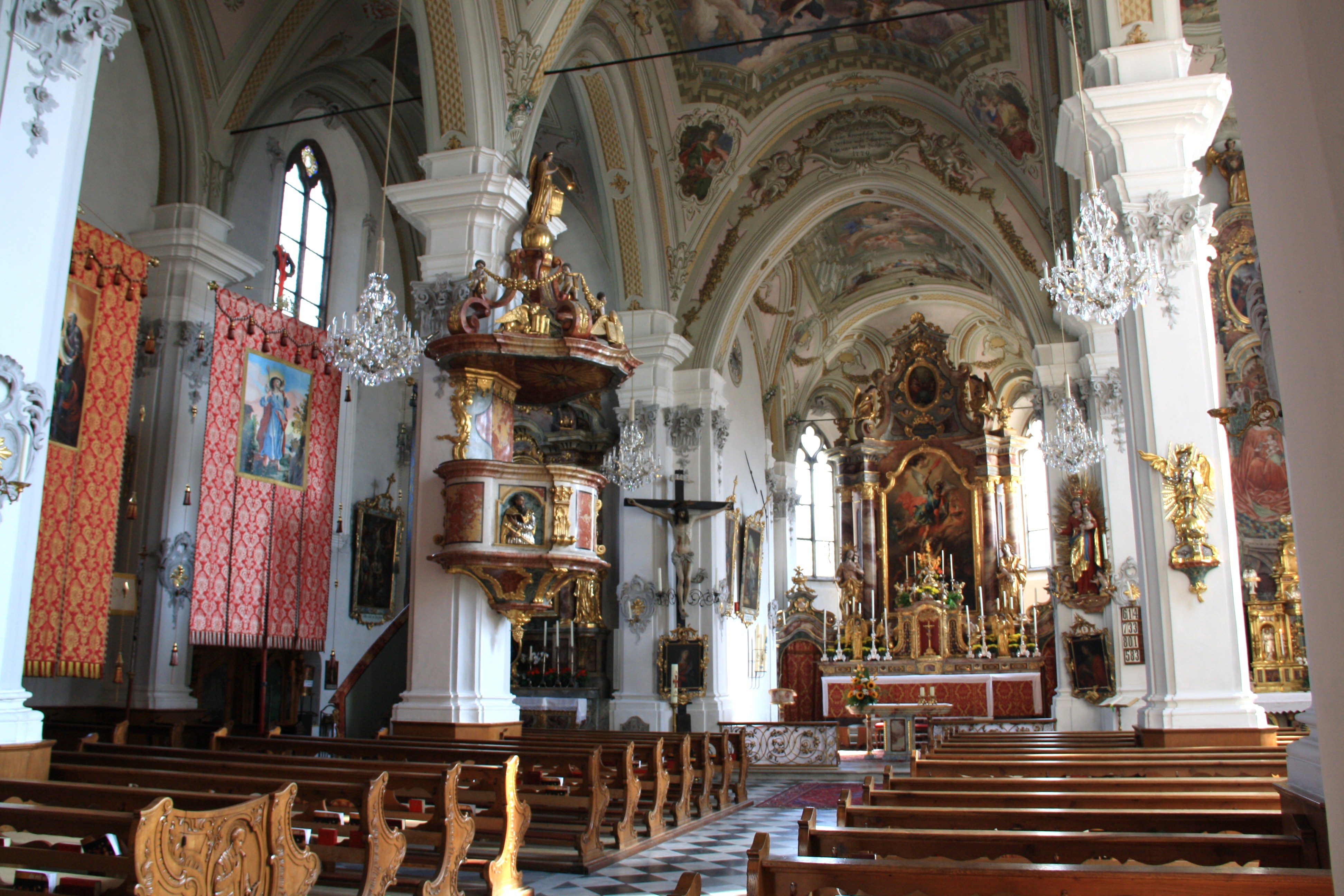
Interiér
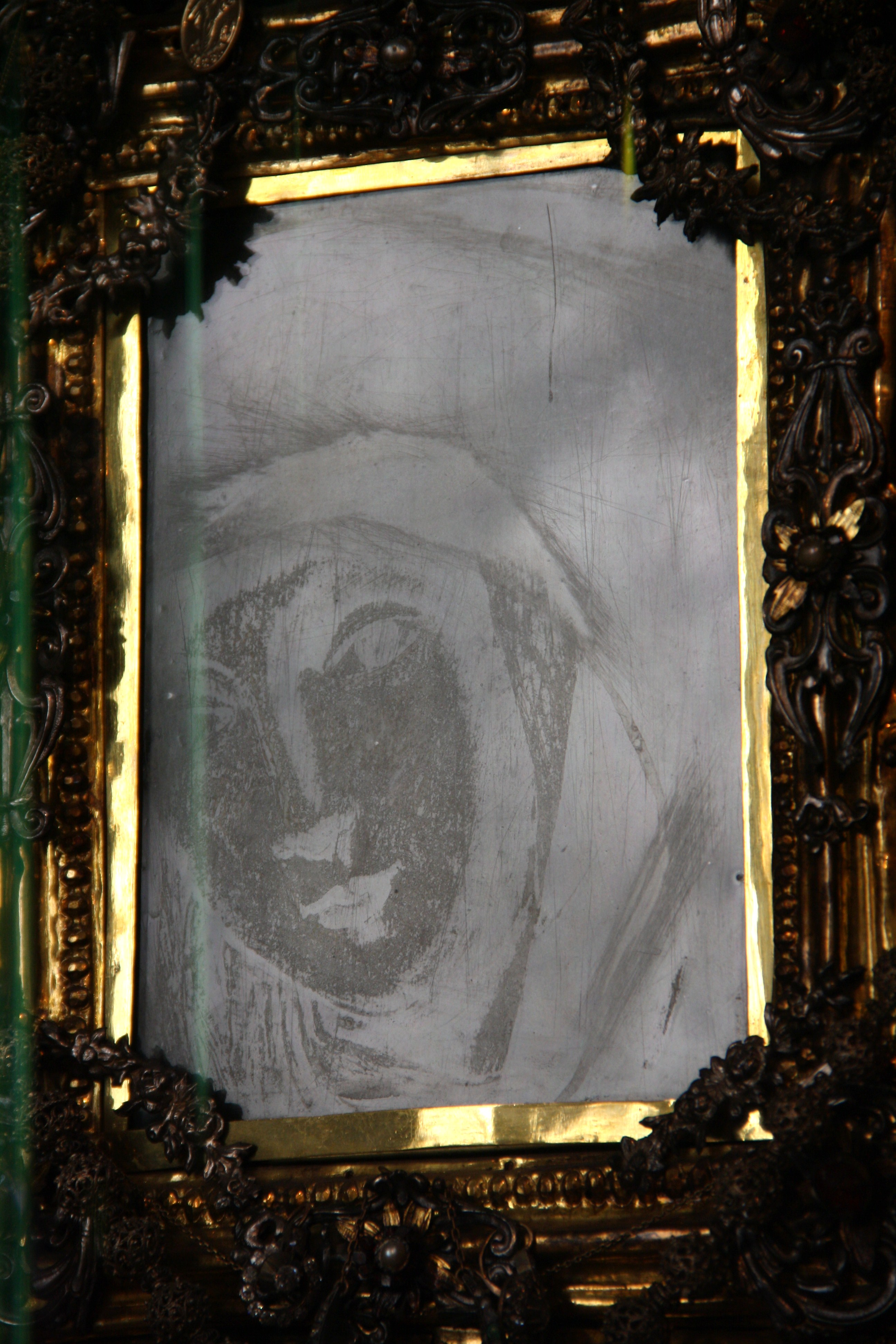
Obraz Panny Marie z roku 1797
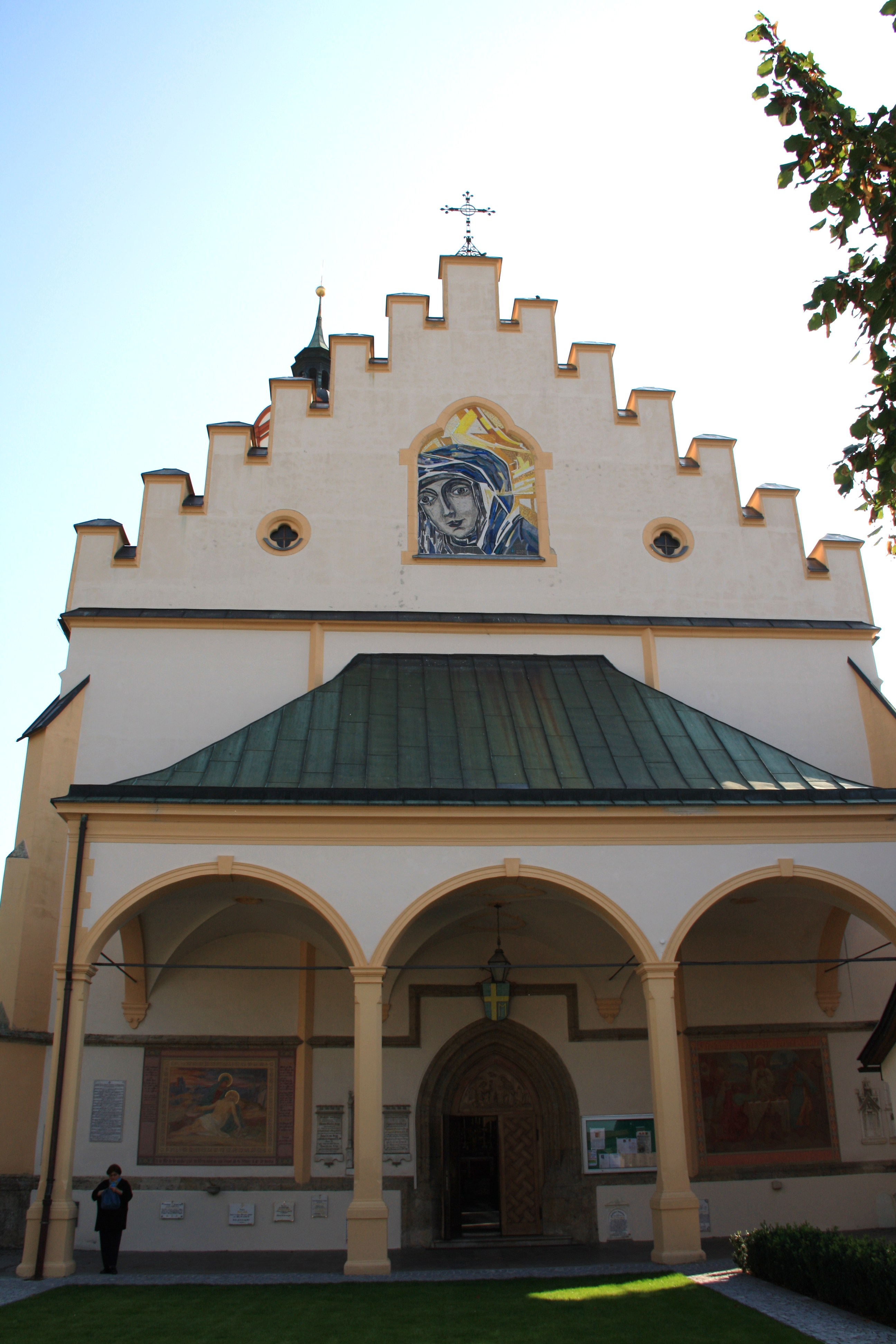
Kopie svatého obrazu v západním prúčelí baziliky
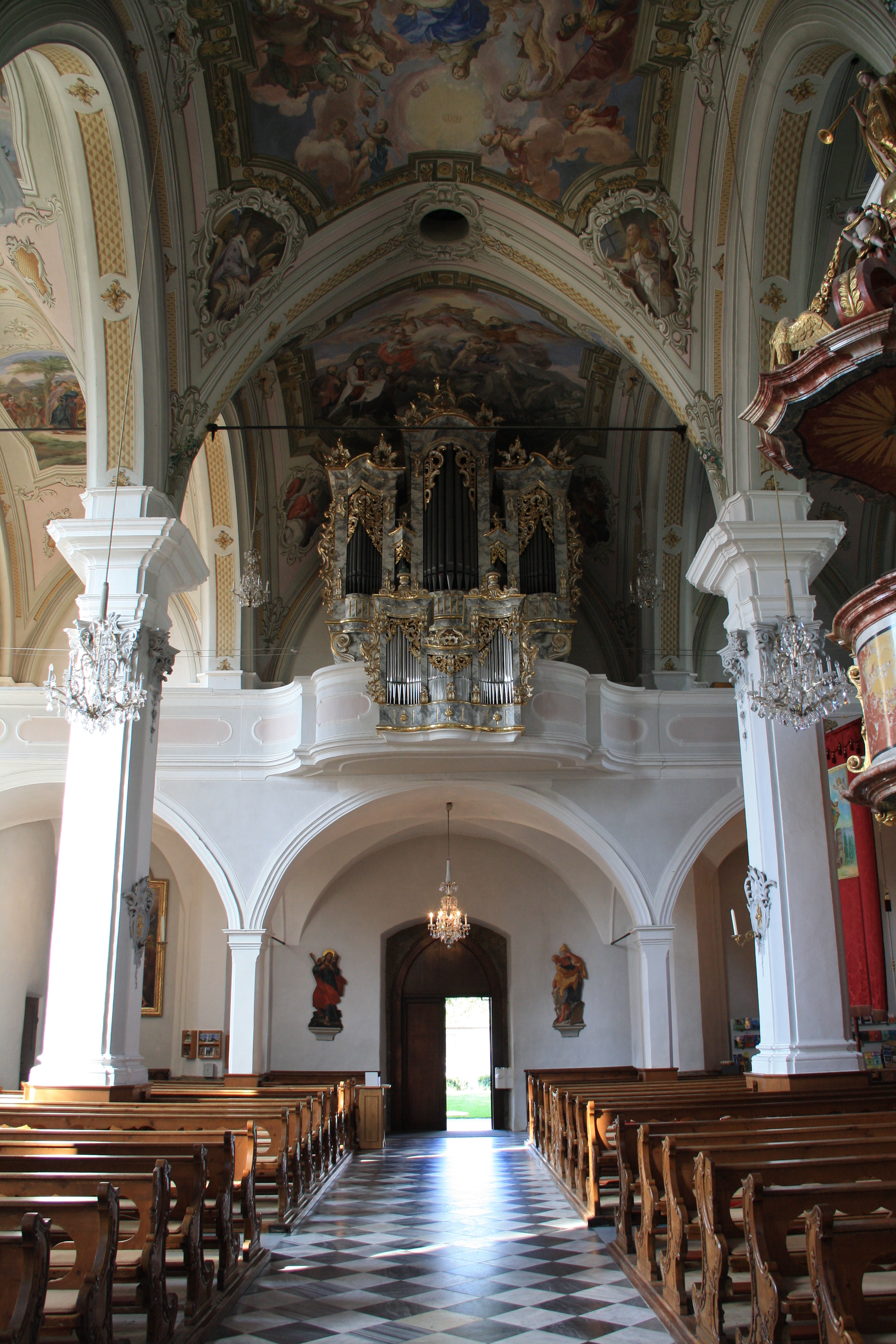
Varhany
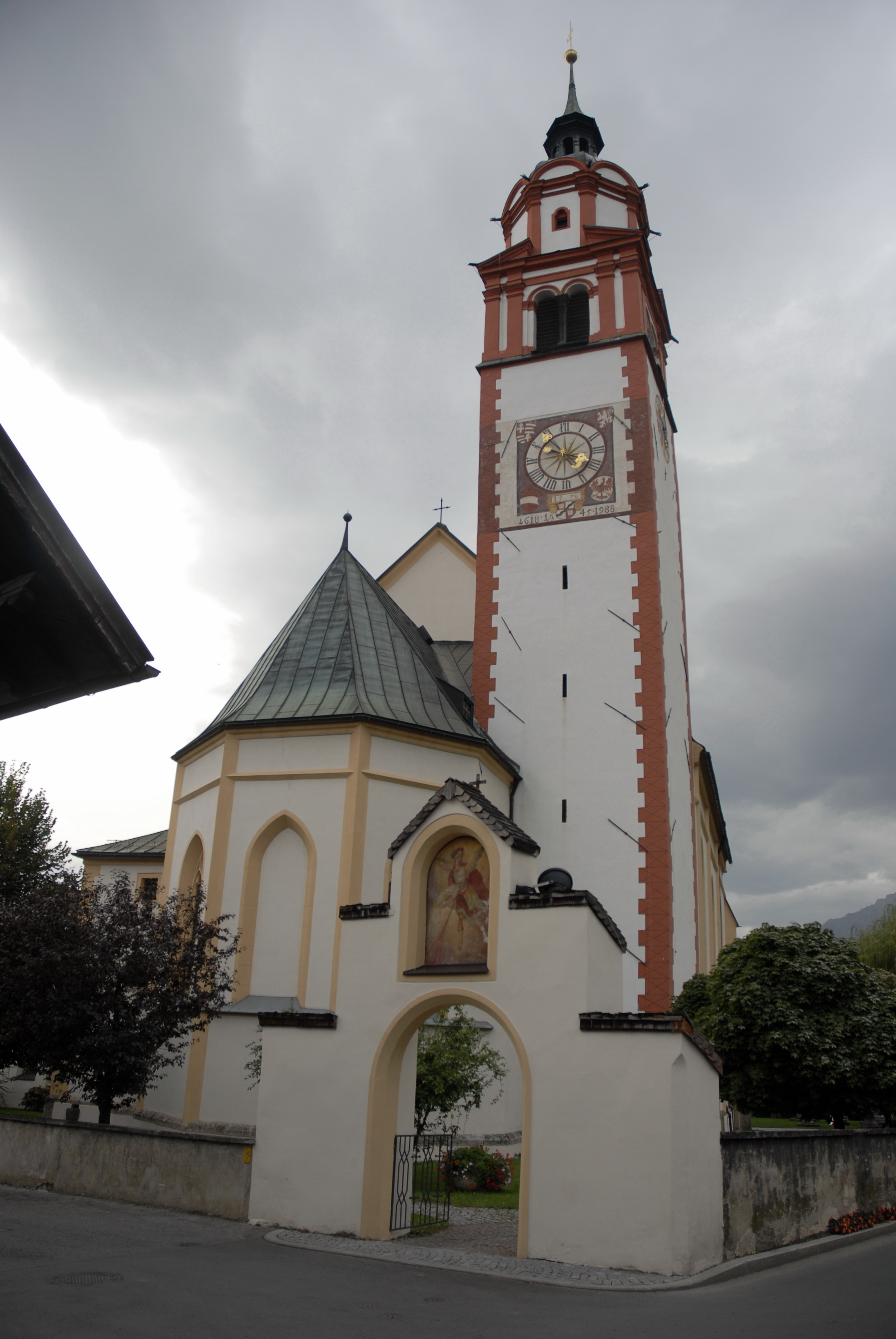
Pohled z východu, polygonální závěr s věží